# Campionati europei individuali di ginnastica artistica 2013 - Parallele simmetriche
La finale ad attrezzo alle parallele simmetriche dei V Campionati europei individuali di ginnastica artistica si è svolta allo Sportivnyj Kompleks Olimpijskij di Mosca, Russia il 21 aprile 2013.

## Podio
| Oro                 | Argento                | Bronzo                  |
| Oleg Stepko Ucraina | Lucas Fischer Svizzera | David Beljavskij Russia |

## Qualificazioni
| Pos. | Ginnasta              | Totale | Qual. |
| ---- | --------------------- | ------ | ----- |
| 1    | Oleg Stepko           | 15.700 | Q     |
| 2    | Andrei Vasile Muntean | 15.666 | Q     |
| 3    | Oleg Verniaiev        | 15.566 | Q     |
| 4    | Marcel Nguyen         | 15.566 | Q     |
| 5    | Lucas Fischer         | 15.233 | Q     |
| 6    | David Beljavskij      | 15.066 | Q     |
| 7    | Pascal Bucher         | 15.033 | Q     |
| 8    | Emin Garibov          | 15.000 | Q     |
| 9    | Marius Berbecar       | 14.900 | R1    |
| 10   | Claudio Capelli       | 14.866 | —     |
| 11   | Aam Kierzkowski       | 14.833 | R2    |
| 11   | Max Whitlock          | 14.800 | R3    |

## Classifica
| Rank    | Gymnast               | D Score | E Score | Pen. | Total  |
| ------- | --------------------- | ------- | ------- | ---- | ------ |
| Oro     | Oleg Stepko           | 6.600   | 9.166   | —    | 15.766 |
| Argento | Lucas Fischer         | 6.500   | 9.133   | —    | 15.633 |
| Bronzo  | David Beljavskij      | 6.400   | 9.133   | —    | 15.533 |
| 4       | Marcel Nguyen         | 6.800   | 8.700   | —    | 15.500 |
| 5       | Oleg Verniaiev        | 6.500   | 8.833   | —    | 15.333 |
| 6       | Emin Garibov          | 6.200   | 8.000   | —    | 14.200 |
| 7       | Andrei Vasile Muntean | 6.000   | 7.866   | —    | 13.866 |
| 8       | Pascal Bucher         | 5.700   | 7.866   | —    | 13.566 |